# Gerhard Karner (Politiker)

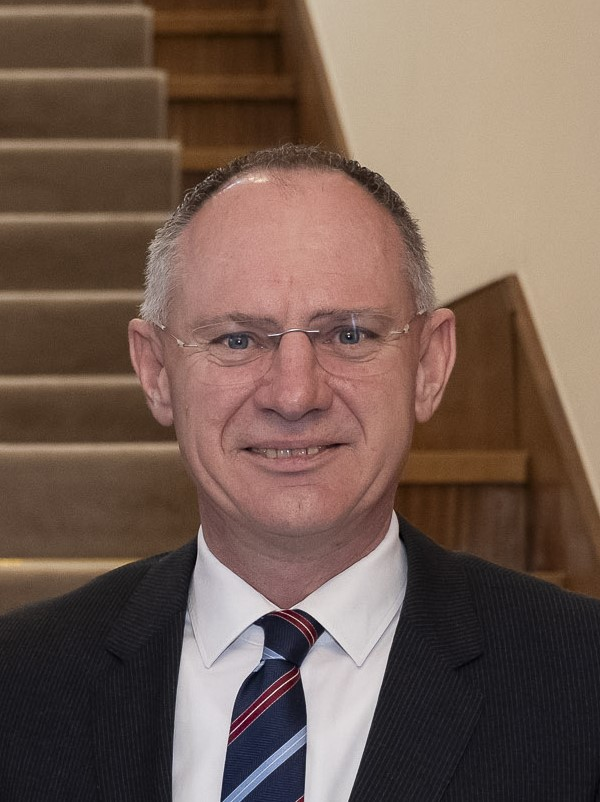
Gerhard Karner, 2024

Gerhard Karner (* 13. November 1967 in Melk) ist ein österreichischer Politiker (ÖVP), welcher seit 2021 als Bundesminister für Inneres der Republik Österreich amtiert. Karner gehörte ab 2003 als Abgeordneter dem niederösterreichischen Landtag an. Zwischen 2003 und 2015 war er Landesgeschäftsführer der Volkspartei Niederösterreich (VPNÖ), von 2015 bis 2021 Zweiter Landtagspräsident Niederösterreichs. Nach den Gemeinderatswahlen 2015 wurde er, bis zu seiner Angelobung als Minister, Bürgermeister von Texingtal.

## Leben
Gerhard Karner verbrachte seine Kindheit und Jugend in St. Gotthard (Gemeinde Texingtal) und absolvierte das Stiftsgymnasium Melk, das er mit der Matura abschloss. Das Studium der Betriebswirtschaftslehre an der Wirtschaftsuniversität Wien schloss Karner mit dem Magistertitel ab. Er war danach in der Privatwirtschaft tätig und arbeitete von November 1996 bis Februar 2000 als Pressereferent der ÖVP Niederösterreich. Von Februar 2000 bis April 2003 war er Pressesprecher von Innenminister Ernst Strasser. Im April 2003 übernahm er die Stelle des Landesgeschäftsführers der ÖVP Niederösterreich und bekleidete diese Funktion bis ins Jahr 2015.
Karner ist verheiratet und Vater dreier Kinder. Er lebt in der Gemeinde Texingtal.
Im Jahr 2022 übernahm Gerhard Karner die Präsidentschaft des Vereins Auro Danubia, der unter der Schirmherrschaft des Stiftes Melk das Ziel hat, Waisenkinder in Rumänien zu unterstützen.

## Politik

### Gemeinde- und Landespolitik
Politisch war Karner ab 1995 als Gemeinderat in Texingtal aktiv, ab dem 24. April 2003 auch als ÖVP-Abgeordneter im niederösterreichischen Landtag. Karner war Sicherheitssprecher des ÖVP-Landtagsklubs. Am 22. Oktober 2015 wurde er Zweiter Landtagspräsident. Im selben Jahr wurde er auch Bürgermeister von Texingtal.

### Innenminister der Republik Österreich
Am 3. Dezember 2021 wurde er als Innenminister in der designierten Bundesregierung Nehammer nominiert und am 6. Dezember 2021 von Bundespräsident Alexander Van der Bellen angelobt. Mit seiner Angelobung als Minister legte er alle kommunal- und landespolitischen Ämter nieder.
Sein Landtagsmandat ging an Marlene Zeidler-Beck, als Zweiter Landtagspräsident folgte ihm Karl Moser nach.
Schwerpunkte seiner Tätigkeit als Innenminister sind der Kampf gegen Extremismus und Terrorismus sowie Maßnahmen gegen illegale Migration und der Schutz der Außengrenzen, aber auch die zunehmende Cyber-Kriminalität.
In seine Amtszeit als Innenminister fielen der Messerangriff in Villach 2025 und der Amoklauf in Graz 2025.
Zu Beginn seiner Amtszeit sah sich Karner Kritik wegen des in der Gemeinde Texingtal bestehenden „Dollfuß-Museums“ ausgesetzt, das sich seit 1998 im Geburtshaus von Engelbert Dollfuß befindet. Karner hatte noch als Bürgermeister bereits im Mai 2021 eine zeitweilige Schließung und Überarbeitung des Museums angekündigt, die derzeit unter Einbindung eines wissenschaftlichen Beirats durch den Verein „MERKwürdig“ unter der Leitung von Alexander Hauer durchgeführt wird.
Gegen Karner wurden kurz nach seiner Angelobung Antisemitismusvorwürfe erhoben, die sich auf Aussagen gegen den Wahlkampf der SPÖ Niederösterreich während seiner Zeit als Landesgeschäftsführer bezogen. Karner entgegnete, dass er „seit seiner Studentenzeit gegen jede Form des Extremismus, vor allem auch des Faschismus eintrete“ und dass das Eintreten gegen Antisemitismus ihm ein „persönliches Anliegen“ sei. Überhaupt fielen in Zeiten des Wahlkampfes „generell Wörter und Sätze, die man wahrscheinlich danach nicht mehr so verwendet“.
Vom Plagiatsjäger Stefan Weber im Jahre 2022 erhobene Vorwürfe zu Karners Diplomarbeit wurden nach Prüfung durch die Wirtschaftsuniversität Wien im April 2023 entkräftet und das Verfahren eingestellt.
Für die Nationalratswahl 2024 bildete er mit Klaudia Tanner die Doppelspitze der Landesliste der Volkspartei Niederösterreich.

## Auszeichnungen
- 2014: Großes Silbernes Ehrenzeichen für Verdienste um die Republik Österreich[18]
- 2019: Goldenes Komturkreuz des Ehrenzeichens für Verdienste um das Bundesland Niederösterreich[19]
- 2022: Ehrenbürger der Gemeinde Texingtal[20]
- 2025: Großes Goldenes Ehrenzeichen am Bande für Verdienste um die Republik Österreich[21]